# 2020년 하계 올림픽 콜롬비아 선수단
2020년 하계 올림픽 콜롬비아 선수단은 2021년 일본 도쿄에서 열린 2020년 하계 올림픽에 참가한 올림픽 콜롬비아 선수단이다.
콜롬비아는 2020년 도쿄 하계 올림픽에 출전했다. 원래 2020년 7월 24일부터 8월 9일까지 열릴 예정이었던 올림픽은 코로나19 범유행으로 인해 2021년 7월 23일부터 8월 8일로 연기되었다. 이번 대회는 1952년 헬싱키 올림픽을 제외하고 콜롬비아의 20번째 하계 올림픽 출전이었다.

## 출전 선수
| 종목           | 남자 | 여자 | 전체 |
| -------------- | ---- | ---- | ---- |
| 양궁           | 1    | 1    | 2    |
| 아티스틱스위밍 | —    | 2    | 2    |
| 육상           | 17   | 9    | 26   |
| 복싱           | 4    | 2    | 6    |
| 사이클         | 7    | 2    | 9    |
| 다이빙         | 3    | 0    | 3    |
| 승마           | 1    | 0    | 1    |
| 펜싱           | 0    | 1    | 1    |
| 골프           | 1    | 1    | 2    |
| 체조           | 1    | 0    | 1    |
| 유도           | 0    | 1    | 1    |
| 사격           | 1    | 0    | 1    |
| 스케이트보드   | 1    | 0    | 1    |
| 수영           | 1    | 1    | 2    |
| 태권도         | 1    | 1    | 2    |
| 테니스         | 3    | 1    | 4    |
| 역도           | 2    | 1    | 3    |
| 레슬링         | 3    | 0    | 3    |
| 전체           | 47   | 23   | 70   |

## 같이 보기
- 올림픽 콜롬비아 선수단